# باشگاه فوتبال شریونهام
باشگاه فوتبال شریونهام (به انگلیسی: Shrivenham Football Club) یک باشگاه فوتبال در شهر شریونهام، کشور انگلستان است که در سال ۱۹۰۰ میلادی تأسیس شده‌است.